# Yazid Mansouri
Yazid Mansouri (Revin, 25 februari 1978) is een Algerijnse voormalig voetballer die bij voorkeur als middenvelder speelde. Hij was van 2001 tot en met 2010 international in het Algerijns voetbalelftal, waarvoor hij 67 wedstrijden speelde. Hij maakte zijn interlanddebuut op 6 november 2001, tegen Frankrijk in Parijs. Mansouri was een tijd aanvoerder van de nationale ploeg.